# Letov Š-33
O Letov Š-33 foi um protótipo de bombardeiro checoslovaco projetado e construído na década de 1930 por Alois Šmolík.
O modelo foi criado conforme requisitos militares para um bombardeiro de longo alcance com três tripulantes, decolando pela primeira vez em 1930. Era construído inteiramente de metal, com asa média e coberto quase que inteiramente com telas, com uma asa auto-sustentada e um trem de pouso fixo. Equipado com um motor Isotta Fraschini Asso de 800 hp (597 kW) fabricado sob licença pela Praga. A aeronave passou por testes em voo, mas seus resultados não foram satisfatórios e o projeto foi cancelado. O segundo protótipo não foi concluído.